# Grande Casse
La Grande Casse (3.855 m) è la vetta più alta delle Alpi delle Vanoise nelle Alpi Graie. Si trova interamente in territorio francese, nella regione Rodano-Alpi, nel dipartimento della Savoia. Particolarmente famosa è la sua parete nord dove si aprono diverse vie alpinistiche. Si trova nel Parco nazionale della Vanoise.

## Geografia

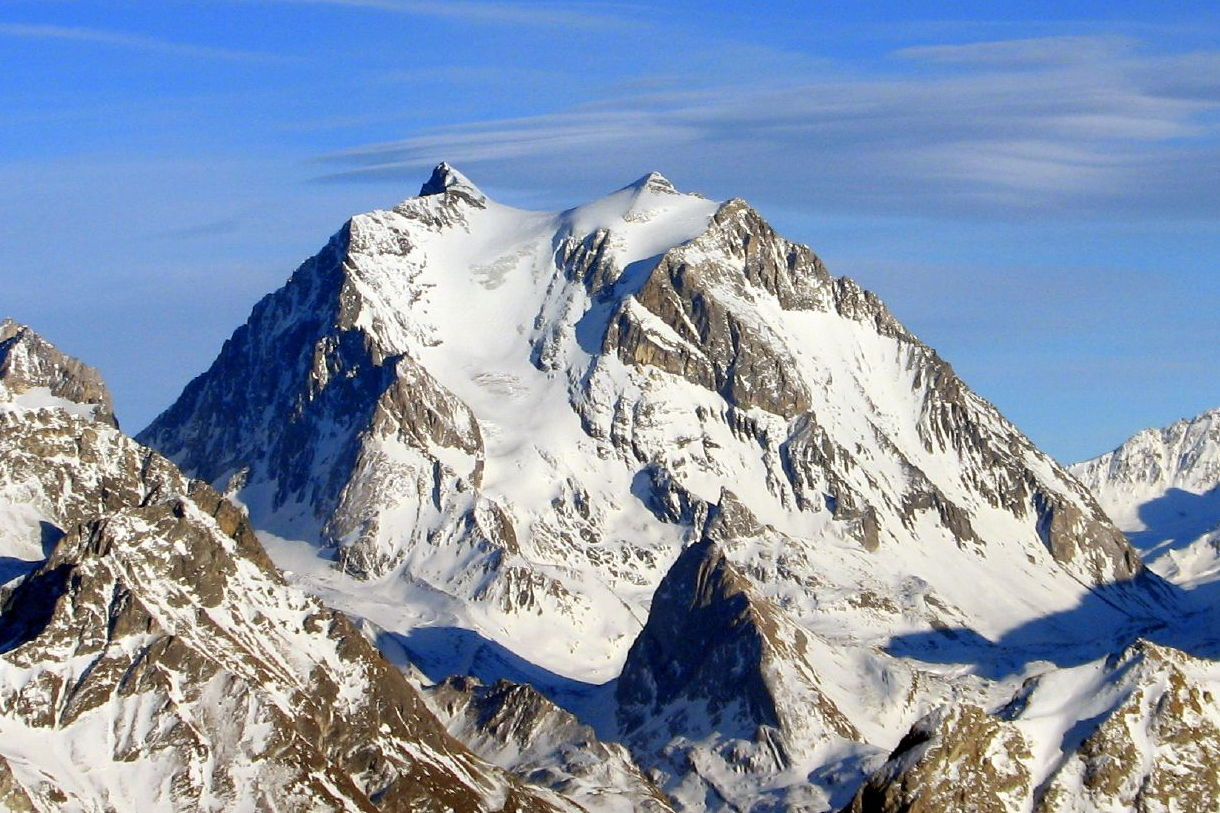
La Grande Casse. A destra la Pointe Mathews. Tra le due vette scende il Ghiacciaio des Grands Couloirs.

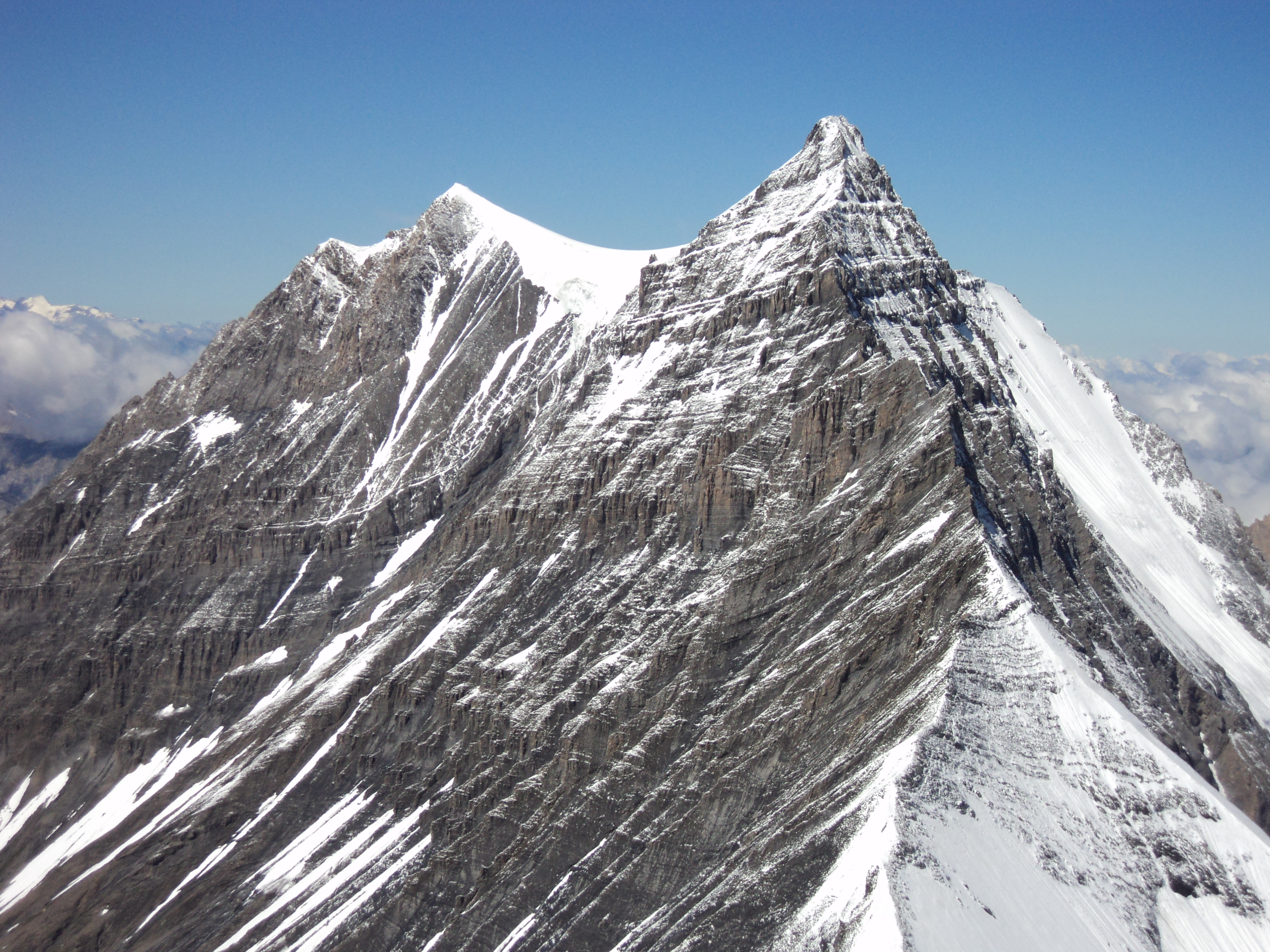
La montagna vista dalla Grande Motte (versante est).

Si trova a cavallo dei seguenti comuni: ad ovest si trova Pralognan-la-Vanoise; a nord Champagny-en-Vanoise ed a sud Termignon. La stazione sciistica di Tignes si trova a nord-ovest. Poco ad est della montagna e lungo la medesima cresta vi è la Grande Motte. La Grande Casse e la sua cresta separa la Tarantasia (a nord) dalla Moriana (a sud).
Oltre alla vetta principale a sud-ovest della medesima e separata dal Col des Grands Couloirs si trova la Pointe Mathews (3.783 m).
Il versante sud-ovest ospita il Ghiacciaio des Grand Couloirs, il versante nord-ovest il Ghiacciaio de la Grande Casse ed infine il versante nord-est il Ghiacciaio de Rosolin.

## Salita alla vetta
La prima salita alla montagna è stata realizzata l'8 agosto 1860 da William Mathews, Michel Croz, E. Favre lungo quella che è diventata la via normale di salita.
La via normale di salita alla vetta parte dal Rifugio Felix Faure (raggiungibile da Pralognan-la-Vanoise), risale il Ghiacciaio des Grands Couloirs e passa per il Col des Grands Couloirs. La via è classificata PD+. Nel dettaglio dal rifugio si scende leggermente fino al laghetto sottostante e poi si sale tra le due morene laterali lasciate dal Ghiacciaio des Grands Couloirs tenendosi nei pressi della morena di destra. Un salto di roccia attrezzato con corde fisse permette di guadagnare il ghiacciaio sovrastante. Lo si risale portandosi poco alla volta verso sinistra fino ad incontrare la parte più ripida del ghiacciaio. Superata questa parte ripida si raggiunge il Col des Grands Couloirs. Di qui si raggiunge la vetta risalendo la sua cresta sud-ovest.
Altre vie di salita sono:

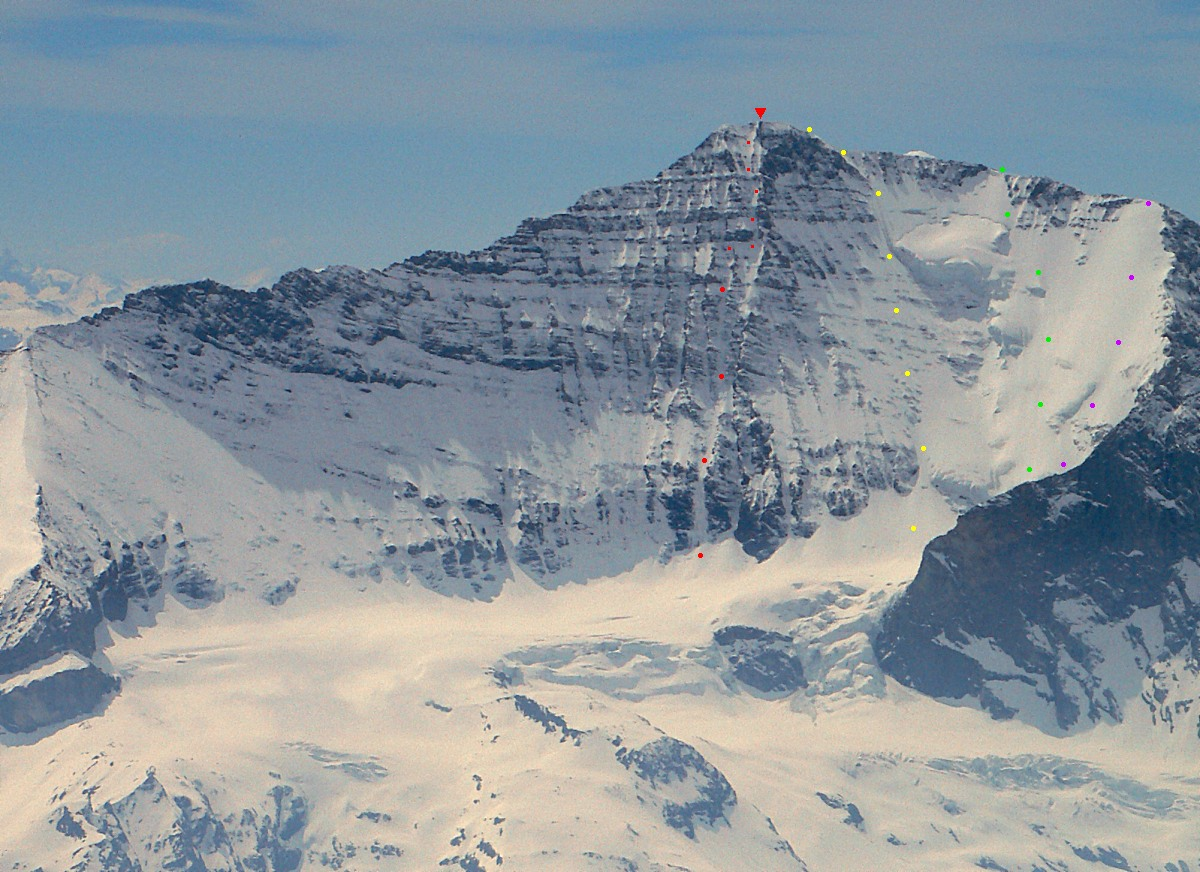
Parete nord della montagna ripresa dalla vetta del Mont Pourri. In violetto è indicata la Petite face nord, in giallo il Couloir des italiens, in verde la Moyenne face nord ed in rosso la via Boivin - Diaféria - Maurin.

- Petite face nord (AD, 600 m à 45-50°)[2]: dal Refuge du Col de la Vanoise si contorna la montagna verso nord; si risale il Ghiacciaio de la Grande Casse fino al Col de la Grande Casse. Di qui si sale il versante nord (tenendosi a destra del Couloir des italiens) e raggiungendo la spalla della montagna a quota 3.680 m. La vetta è allora raggiungibile per cresta oppure scendendo leggermente per ricongiungersi con la via normale.
- Couloir Messimy (AD, 45-50°)[3]: salendo il Ghiacciaio des Grands Couloirs si prende sulla destra il Couloir Messimy che porta in vetta alla Pointe Mathews. Di qui traversando per il Col des Grands Couloirs si perviene alla vetta.
- Couloir des italiens (D, 800 m à 55-60°), uno degli itinerari glaciali più difficili della Vanoise.
- Goulotte Folie Douce (TD+, 800 m)
- Couloir NNW (D, 650 m)